# Nepenthes rafflesiana

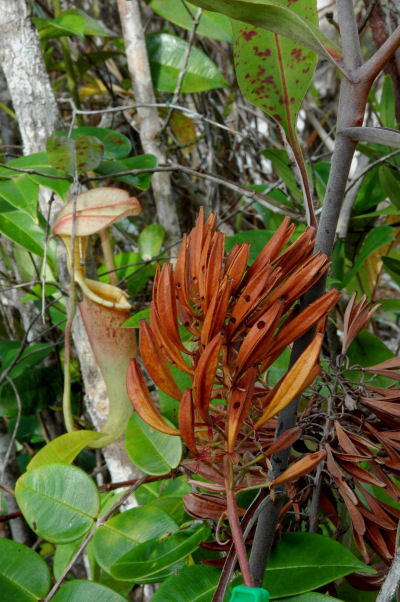
Fruchtender Blütenstand

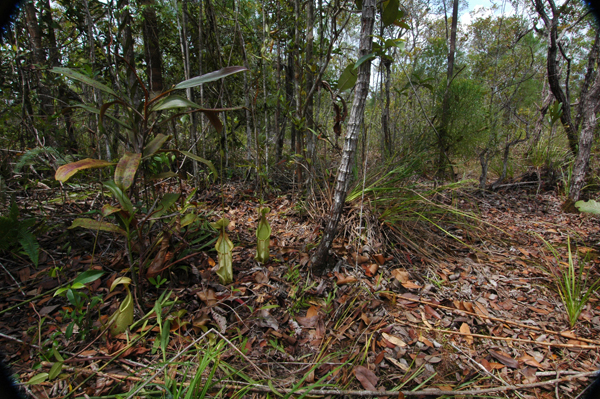
Nepenthes rafflesiana im Habitat

Nepenthes rafflesiana ist eine fleischfressende Pflanze aus der Gattung der Kannenpflanzen (Nepenthes). Sie ist beheimatet in Borneo, Sumatra und auf der malaiischen Halbinsel.

## Beschreibung
Nepenthes rafflesiana ist ein ausdauernder, immergrüner, kletternder Halbstrauch, der oftmals bis zu 4, selten bis zu 15 Meter hoch werden kann.
Nepenthes rafflesiana bildet Kurztriebe, deren ledrige, gestielte Blätter verteilt angeordnet stehen. Der 2 bis 10 Zentimeter lange Blattstiel ist gefurcht und schmal geflügelt, an seinem Ansatz umfasst er den Stängel blattscheidenartig zur Hälfte bis zu zwei Drittel. Die lanzettlich-spatelförmige, an der Spitze abgerundete bis spitz zulaufende und sich zum Ansatz hin teils schlagartig verjüngende Spreite wird 8 bis 30 Zentimeter lang und 1,5 bis 5 Zentimeter breit. Aus dem Blattstiel entspringen drei bis fünf längs parallel verlaufende Rippen, die zahlreichen Seitenrippen laufen schräg bis an den Rand. Die Blattaderung ist unregelmäßig netzartig. Die Ranken sind ebenso lang oder etwas länger als die Spreite, herabgebogen oder herabhängend und ohne Kringel.
Die Blätter der Langtriebe sind denen der Kurztriebe ähnlich, sie weichen ab durch eine länglich-runde bis lanzettliche Blattform, sind 12 bis 30 Zentimeter lang und 3 bis 10 Zentimeter breit, zur Spitze hin meist stumpf, selten spitz zulaufend. Der Blattstiel ist halb so lang bis ebenso lang wie die Spreite. Aus dem Ansatz der Mittelrippe entspringen vier oder fünf längs verlaufende Seitenrippen, die in den äußeren zwei Dritteln der Spreite parallel verlaufen. Die Ranken sind in der Regel länger als die Spreiten, kannentragende Ranken bilden einen Kringel.
Die Kannen weisen einen deutlichen Dimorphismus auf. Die sogenannten Bodenkannen sind im unteren Teil rundlich und werden nach oben hin konisch. Sie sind 5 bis 25 Zentimeter hoch und unten 3 bis 10 Zentimeter breit. Über die ganze Länge verlaufen zwei fransige, bis zu 35 Millimeter breite Flügelleisten. Die einzelnen Fransen sind fadenförmig, bis zu 15 Millimeter lang und stehen in Abständen von 0,5 bis 3 Millimeter zueinander. Die Kannenöffnung ist stark geneigt und verlängert sich in einen 2 bis 5 Zentimeter langen Übergang zum Kannendeckel hin. Das Peristom ist abgeflacht, die Rippen stehen 0,5 bis 1 Millimeter auseinander, die Zähne des inneren Randes sind drei bis sechs Mal so lang wie breit. Die Oberfläche des Kanneninneren ist bis zu zwei Drittel ihrer Höhe mit 1800 bis 2500 winzigen, aufgewölbten Drüsen je Quadratzentimeter besetzt. Der Deckel ist eiförmig bis herzförmig und – am stärksten am Ansatz – gewölbt. Auf dessen Oberseite befinden sich einige wenige fadenförmige Anhängsel. Im Zentrum ist der Deckel drüsenlos, zum Rand hin weist er zahlreiche, relativ große, eingesenkte Drüsen auf. Der nah am Deckel ansetzende Sporn ist unverzweigt und bis zu 20 Millimeter lang. Die oberen Kannen, also jene der Langtriebe, sind den Bodenkannen ähnlich, jedoch 10 bis 40 Zentimeter hoch und oben 3 bis 6,5 Zentimeter breit. Die Kannenöffnung ist sehr stark geneigt. Das Peristom ist abgeflacht und am Außenrand aufgerollt. Die Innenseite ist vollständig mit Drüsen besetzt. Der Deckel ist 5 bis 10 Zentimeter lang und 3,5 bis 8 Zentimeter breit.
Die männlichen Blütenstände sind zylindrische Trauben. Der Blütenstand ist 6 bis 18 Zentimeter, die Blütenstandsachse 10 bis 50 Zentimeter lang, am Ansatz misst sie im Durchmesser 3 bis 5 Millimeter. Die Blütenstiele sind einblütig, selten zweiblütig, tragblattlos, die unteren 10 bis 25 Millimeter lang, die oberen geringfügig kürzer. Die Blütenhüllblätter sind länglich-rund bis elliptisch, 4 bis 10 Millimeter lang, die Staubbeutel stehen in ein bis zwei Wirteln. Die weiblichen Blütenstände gleichen den männlichen, sie sind nur etwas kürzer. Der Fruchtknoten ist an seinem Ansatz bis fast zu einem Stiel stark verjüngt. Die Frucht ist am Ansatz stark verjüngt, 25 bis 50 mm lang und 4 bis 8 Millimeter breit. Die Samen sind fadenförmig und enthalten winzige, spindelförmige Samen von 10 bis 20 Millimeter Länge.
Die Chromosomenzahl beträgt 2n = 80.

## Ökologie
Zur Anlockung von Beute weisen die Kannen besonders am Peristom starke UV-Musterungen auf, die für Insektenaugen besonders auffällig sind. Rund 20 % der Kannen produzieren darüber hinaus Düfte, wodurch sie annähernd doppelt so viel Beute anlocken wie duftlose Kannen. An den Luftkannen liegt darüber hinaus möglicherweise ein Fall von Bates’scher Mimikry vor, bei dem Blüten imitiert werden.
All diese Eigenschaften führen dazu, dass Nepenthes rafflesiana eine der Arten mit dem breitesten Beutespektrum aller Kannenpflanzen ist. Ihre Beute stammt aus drei Klassen (Insekten, Spinnentiere, Hundertfüßer) und fünfzehn Ordnungen, dabei stellten Ameisen mit 88,7 % in Bodenkannen und 64,3 % in Luftkannen den größten Teil, in Bodenkannen gefolgt von 7,3 % Termiten und in Luftkannen von 19,1 % Zweiflüglern. Insbesondere die Kannenflüssigkeit ist dabei für den Erfolg bestimmend: Durch die Bewegung der Tiere in der Flüssigkeit wird diese extrem viskoelastisch, so dass ein Entkommen nicht mehr möglich ist.
Die Hardwick-Wollfledermaus Kerivoula hardwickii nutzt die großen Kannen von Nepenthes rafflesiana als parasitenarmes Übernachtungsquartier. Dabei profitiert auch die Pflanze von den Nährstoffen aus dem Kot der Tiere.

## Verbreitung und Habitat
Nepenthes rafflesiana ist in Höhenlagen zwischen Meereshöhe und 1000 Meter weitverbreitet in Borneo, jedoch selten in Sumatra, auf der malaiischen Halbinsel und in Singapur. Sie wächst in offener Vegetation auf sumpfigen Böden  bis in schattige Wälder, häufig findet sie sich an Straßenrändern in krautigem Aufwuchs.

## Systematik
Nepenthes rafflesiana wurde 1835 durch William Jack erstbeschrieben, das Artepitheton ehrt Thomas Stamford Raffles, den Gründer von Singapur. Verwirrungstiftenderweise beschrieb Hugh Low 1848 ebenfalls eine Nepenthes unter diesem Namen. Sein Name ist ungültig, die Art im Sinne Lows wurde als Nepenthes hookeriana neu benannt, hat sich mittlerweile jedoch als natürliche Hybride aus Nepenthes rafflesiana mit Nepenthes ampullaria herausgestellt (Nepenthes × hookeriana).
Aufgrund der extremen Variabilität der Art wurden insbesondere aus Borneo zahlreiche Varietäten und Formen beschrieben, die heute sämtlich als synonym angesehen werden.